# Spillover (aziende)
Lo Spillover è un soggetto che sostiene il processo di generazione di nuova conoscenza; nell'ambito della ricerca e sviluppo si pone come elemento fondamentale per attivare il processo di innovazione.
La scienza del management inquadra oggi il processo di innovazione come aperto, indicato con il nome di open innovation; questo approccio virtuoso sistemizza il processo di spillover, ovvero la generazione di nuova conoscenza, classificandolo secondo una matrice a due dimensioni; la prima dimensione riguarda la conoscenza che può essere tacita o codificata esplicitamente, la seconda dimensione riguarda l'obiettivo della generazione del nuovo che può essere diretto o indiretto.
Esempi delle quattro tipologie di spillover che nascono sulla matrice incrociando le due dimensioni sono:
- conoscenza tacita - obiettivo diretto: ricercatori degli Enti di ricerca che si recano presso le aziende con le quali hanno attività in cooperazione;
- conoscenza tacita - obiettivo indiretto: stage di un laureando presso una azienda;
- conoscenza codificata - obiettivo diretto: finanziamento di contratti di ricerca presso Enti di ricerca da parte di aziende;
- conoscenza codificata - obiettivo indiretto: pubblicazioni tecnico-scientifiche a convegni.